# Michael Jaliens
Michael Jaliens (Arnhem, 20 april 1986) is een Nederlands voetballer die als verdediger speelt.
Jaliens doorliep de jeugdopleiding van amateurvereniging OVC '85 te Oosterbeek. In het seizoen 2004/2005 werd Michael gescout door Go Ahead Eagles en kwam daar in de A jeugd terecht maar speelde ook regelmatig mee met het 2e team van Go Ahead.
In het seizoen daarna werd hij bij de selectie gehaald en kwam tot 4 optredens in de hoofdmacht van Go Ahead. In de zomer van 2006 werd Michael door Vitesse weggeplukt bij Go Ahead Eagles en speelde in het seizoen 2006/2007 voor de beloftes van Vitesse waar hij weinig aan spelen toe kwam.
Medio juni 2007 meldde 1. FC Kleve zich voor Jaliens om een aantal proef wedstrijden te spelen waaronder tegen Partizan Belgrado. Hij maakte indruk op trainer Arie van Lent en mocht zich aansluiten bij de selectie van 1. FC Kleve.
Zijn eerste seizoen bij 1. FC Kleve verliep goed, hij was een vaste basisspeler in het team en de resultaten waren ook goed. 1. FC Kleve promoveerde naar de Regionalliga West. Vanaf het seizoen 2011-2012 komt hij uit voor het Veenendaalse DOVO dat uitkomt in de zaterdag Hoofdklasse B. Sinds de zomer van 2014 speelt hij voor VV DUNO.
In het dagelijks leven verdient hij de kost met een bedrijf in schoorsteenvegen en allround dakreparatie.

## Statistieken
| Seizoen | Land      | Club            | Wedstrijden | Goals | Competitie        |
| ------- | --------- | --------------- | ----------- | ----- | ----------------- |
| 2005/06 | Nederland | Go Ahead Eagles | 4           | 0     | Eerste Divisie    |
| 2006/07 | Nederland | SBV Vitesse     | 0           | 0     | Eredivisie        |
| 2007/08 | Duitsland | 1. FC Kleve     | 31          | 1     | Oberliga          |
| 2008/09 | Duitsland | 1. FC Kleve     | 9           | 0     | Regionalliga West |
| 2009/10 | Nederland | Achilles '29    |             |       | Hoofdklasse C     |
| 2010/11 | Nederland | SV Babberich    |             |       | Hoofdklasse C     |